# Juttadinteria albata
Juttadinteria albata är en isörtsväxtart som först beskrevs av L. Bol., och fick sitt nu gällande namn av L. Bol. Juttadinteria albata ingår i släktet Juttadinteria och familjen isörtsväxter. Inga underarter finns listade i Catalogue of Life.